# Khwawa
Khwawa – wieś w Botswanie w dystrykcie Kgalagadi. Według spisu ludności z 2001 roku wieś liczyła 517 mieszkańców.